# Águilas del Zulia
Uniformes

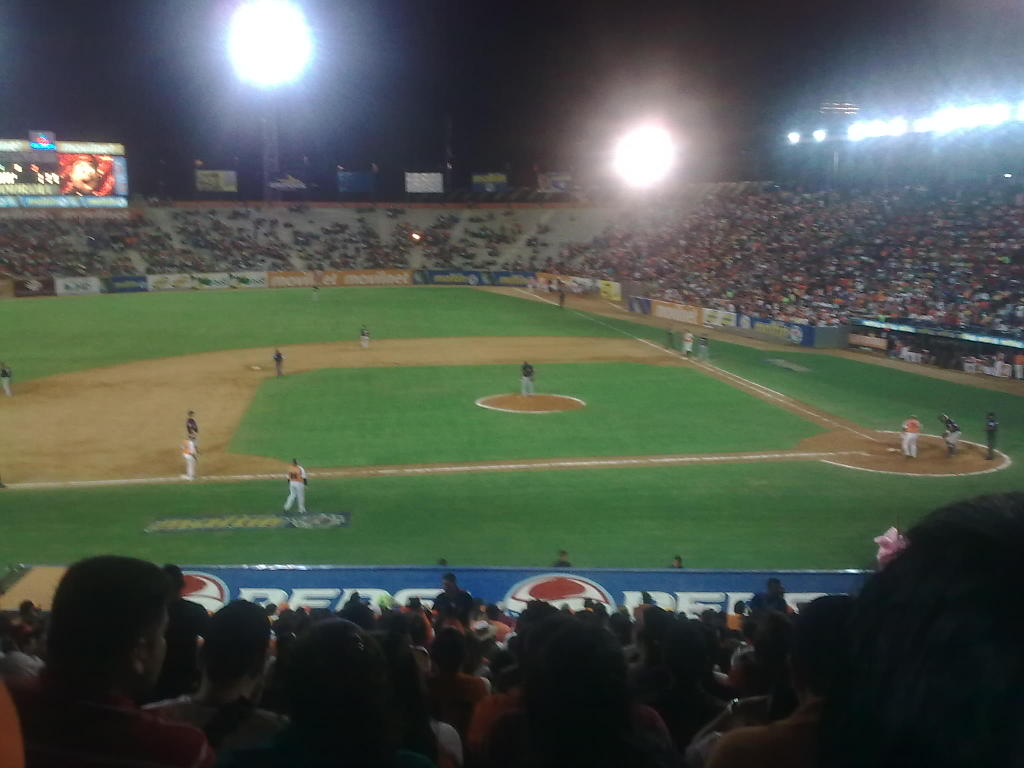
Estadio Luis Aparicio El Grande

Les Águilas del Zulia sont un club vénézuélien de baseball de la Ligue vénézuélienne de baseball professionnel. Basés à Maracaibo, les Águilas del Zulia disputent leurs matchs à domicile à l'Estadio Luis Aparicio El Grande, enceinte de 23 900 places inaugurée en août 1963.

## Histoire
Le club est fondé le 18 novembre 1968 et dispute sa première saison en Ligue vénézuélienne de baseball professionnel en 1968-1969.

## Palmarès
- Champion du Venezuela (5) : 1983−1984, 1988−1989, 1991−1992, 1992−1993, 1999−2000.
- Vice-champion du Venezuela (4) : 1972-1973, 1977-1978, 1978-1979, 1994-1995.
- Vainqueur de la Série des Caraïbes (2) : 1984, 1989.